# Aenictus mocsaryi
Aenictus mocsaryi é uma espécie de formiga do gênero Aenictus.